# Бигфут (фильм)
«Бигфут» (англ. Bigfoot) — американский фильм режиссёра Роберта Слэтцера, снятый в 1970 году. Несмотря на небольшой бюджет, в фильме сыграли некоторые известные актёры, включая Джона Кэррадайна, исполнившего роль Джаспера Хоукса, болтливого коммивояжера с Юга.
Съёмочная группа в значительной части состояла из людей, хорошо знакомых друг с другом (однако ряд участников, носивших общую фамилию, были лишь однофамильцами). Основная часть фильма снималась в горной пустыне, где было замечено присутствие Бигфута. Первоначально фильм задумывался как пародия на «Кинг-Конга», однако затем в него было включено больше эротических сцен.

## Сюжет
Легкомоторный самолёт девушки-пилота Джой Лэндис терпит крушение над лесами Северной Америки. Девушке удаётся катапультироваться, но приземлившись она сразу же попадает в руки мохнатого человекообразного существа. В той же местности проезжает компания мотоциклистов, и один из них, Рик, решает уединиться на время со своей девушкой, в то время как остальные продолжат путь. Девушка Рика замечает странные рисунки на камнях, которые оказываются могилами этих существ. При попытке раскопать одну из могил на них из-за деревьев нападает существо, вырубает Рика и похищает девушку.
Вернувшись в местный магазин, он безуспешно просит помощи шерифа, который уже давно устал от рассказов про Бигфута, и звонит своим друзьям. Телефонный разговор слышат два странствующих афериста Джаспер Б Хоукс и Элмер Бриггс. Хоукс, у которого есть фонарь и ружьё, предлагает помочь Рику найти существо, чтобы на нём заработать, не особенно заботясь о судьбе девушки.

## В ролях
| - Джон Кэррадайн — Джаспер Б. Хоукс - Джои Лэнсинг — Джой Лэндис - Джуди Джордан — Крис - Джон Митчам — Элмер Бриггс - Джеймс Крэйг — Сайрус - Кристофер Митчам — Рик - Джой Уилкерсон — Пегги - Линдси Кросби — Виллс - Кен Мэйнард — мистер Беннетт - Дороти Келлер — Нелли Беннетт - Дудлс Уивер — лесной ренджер - Нобл «Кид» Чиссел — Хардрок - Ник Рэймонд — Слим/злое чудовище - Дел «Сонни» Вест — Майк - Уолт Зачрич — помощник шерифа Хэнк - Рэй Кантрелл — Дурень - Сьюзи Кросби — Сьюзи - Лоис Красный Лось — Падающая звезда - Дженнифер Бишоп — Бобби - Уолт Своннер — Генри - Билли Рекорд — Билли | - Кэролин Гилберт — миссис Каммингс - Холли Камен — мотоциклистка - Сонни Инконтро — Омаха - Кэти Эндрюс — Кэти - Хаджи — Хаджи - Джим Олифант — рейнджер - Эрик Томлин — рейнджер - Денис Гилберт — ребёнок в магазине - Ким Кардоза — Ким - Чарльз Хартер — Чак - Уильям Боннер — Счастливчик - Diane Hardin — Салли - Энтони Кардоза — рыбак - Луис Лэйн — наблюдатель - Кенни Марлоу — мальчик - Джерри Марен — детёныш чудовища - Глория Хилл — самка чудовища - Нэнси Хантер — самка чудовища - Алиша Бревард — самка чудовища - Джеймс Стеллар — Бигфут |

## Премьеры
США — 21 октября 1970 

Швеция — 26 декабря 1977

## Альтернативные названия
ГДР — Big Foot — Das größte Monster aller Zeiten (Бигфут — крупнейший монстр всех времён) 

Швеция — King Kongs son (Сын Кинг-Конга) 